# Monastero di Nicula
Il monastero di Nicula è un importante centro di pellegrinaggi nella Transilvania del nord. Vecchio luogo di pellegrinaggio greco-cattolico, la chiesa del monastero ha accolto lungo il tempo la ben nota icona che è stata dipinta, nel 1681, dal maestro Luca d'Iclod. Secondo una nota scritta da ufficiali austriaci, l'icona avrebbe pianto tra il 15 febbraio e il 12 marzo del 1699. Nel 1713, Sigismund Kornis, governatore di Transilvania, aveva portato l'icona alla sua residenza nobiliare nel Castello Kornis che si trovava nel paese di Benediugu Dejului, da dove poi è arrivata a Cluj. 
Nel 1767 papa Clemente XIII ha concesso l'indulgenza plenaria ai pellegrini greco-cattolici che viaggiano verso il monastero trovatosi nel paese di Nicula, della provincia di Cluj, in occasione di ogni festa mariana del 15 agosto (Dormizione della Madre di Dio - oppure Santa Maria Maggiore) e dell'8 settembre (Nascita della Madre di Dio - oppure Santa Maria Minore). La chiesa di pietra del monastero è stata edificata accanto alla chiesetta in legno, costruita prima, tra gli anni 1875 e 1879, a spese del Vescovato di Gherla. Nel 1928 il Papa Pio XI ha concesso a questa sede monastica lo statuto di Santuario Mariano. La tecnica delle icone dipinte sul vetro è penetrata in Transilvania attraverso la scuola di maestri d'icone che si trovava nel monastero di Nicula. Quest'arte trova le sue origini in Boemia, Austria e Bavaria, zone dove la tradizione degli artefatti in vetro è stata ben collegata alla religiosità popolare cattolica.